# Regina Opisso
Regina Opisso i Sala (Tarragona, 21 de gener de 1876 - Barcelona, 7 de març de 1965) fou una periodista, escriptora, i musicòloga catalana. Filla del periodista Alfred Opisso i d'Antònia Sala Gil, i germana del dibuixant Ricard Opisso.

## Biografia
Com que procedia d'una família il·lustrada, no li va resultar difícil iniciar els seus passos en la literatura a través de la poesia, i ben aviat va compaginar les seves inquietuds culturals amb les col·laboracions a la premsa, tant a la catalana com a la que es feia a Madrid.
Tot i que una bona part del seu treball periodístic tenia com a eix les qüestions dedicades a les dones i a les criatures, com ho demostren les publicacions a Mujer, Las Noticias, El Diluvio Ilustrado i Or i Grana, també s'interessà per altres temes de caràcter cultural en revistes com Catalans, Art Novell, Mundo Gráfico, Lecturas i Menage (en aquesta última compartint plana amb els dibuixos del seu germà). Va escriure igualment en altres publicacions com Fèmina Art, Mujeres i a la revista Evolució, òrgan de la Lliga Femenina per la Pau i la Llibertat, d'Esquerra Republicana, on va signar articles d'opinió sobre temes quotidians.
El febrer de 1930, Ana Maria Martínez Sagi l'entrevista per a la revista Deportes i la presenta com a popular escriptora i conferenciant, i efectivament, una de les activitats destacades d'Opisso era ponunciar conferències arreu de Catalunya i també a l'Ateneu de Barcelona i al Politècnic de Barcelona. Va escriure moltes novel·les rosa que, durant la dècada del 1920, van aparèixer a La Novela Ideal, publicació de La Revista Blanca (editada per Frederica Montseny). L'any 1926 va publicar Mar adentro, amb pròleg de Carme Karr, a la col·lecció Novela Femenina, dins el segell fundat per Aurora Bertrana i Carme Monturiol.
En la dècada del 1940 va haver d'intensificar la producció d'aquesta mena de novel·les de quiosc per sobreviure. En va publicar una desena signades com a Rosa de Nancy i una altra com a Teresa Guzmán. Altres pseudònims que va fer servir van ser: Lisette, Rosa González i Diana Roldán. És autora d'una excel·lent traducció castellana de Les mil i una nits i en els últims anys de la seva vida va dedicar-se a les adaptacions literàries per a la joventut.